# Douglas Pipes
Douglas Pipes est un compositeur de musiques de films américain, né le 27 septembre 1962.
Il est principalement connu pour avoir composé la musique du film de 2006, Monster House.

## Musique

### Cinéma
- 2006 : Monster House
- 2008 : Trick 'r Treat
- 2016 : Krampus
- 2017 : The Babysitter
- 2017 : Awaken the Shadow

## Distinctions

### Nominations
- Saturn Award :
  - Saturn Award de la meilleure musique 2007 (Monster House)
- World Soundtrack Awards :
  - Découverte de l'année 2006 (Monster House)